# Proibido Adivinhar
Proibido  Adivinhar é o nono álbum de estúdio de Sebastião Antunes & Quadrilha, lançado em 2015. O álbum foi editado com financiamento colaborativo através da plataforma de Crowdfunding portuuesa do ppl.com, com uma taxa de sucesso de 112%.
“Proibido Adivinhar” é produzido por Luís Peixoto foi editado em Maio de 2015 conjuntamente com um DVD que foi reeditado em Dezembro de 2015 mas já sem o DVD. O primeiro tema single goi "Comboio dos Atrasos". O segundo single foi editado em Janeiro de 2016 "Proibido Adivinhar"
Proibido Adivinhar.
com a participação de Virgul (ex:Da Weasel) em apoio à promoção do concerto realizado no
Centro Cutural Olga Cadaval
em Sintra.

## Gravação
Gravado nos Estúdios Constroisons e Estúdios Groove Punch, Gravado e misturado por Luís Peixoto, produzido por Luís Peixoto e co-produção de Sebastião Antunes.

## Faixas
| N.º | Título                                                               | Duração |  |
| 1.  | "Proibido Adivinhar (Cantiga da Nova Emigração)" (Sebastião Antunes) | 3:09    |  |
| 2.  | "O Comboio dos atrasos" (Sebastião Antunes)                          | 3:08    |  |
| 3.  | "Faz-me um favor" (Sebastião Antunes)                                | 4:07    |  |
| 4.  | "Sete e Pico" (Conjunto António Mafra)                               | 4:52    |  |
| 5.  | "Filhas da Rosa" (Tradicional)                                       | 05:28   |  |
| 6.  | "Assunto encerrado" (José Afonso/Arranjo de Sebastião Antunes)       | 3:50    |  |
| 7.  | "Dia Em Que o Mundo Mudou" (Sebastião Antunes)                       | 3:52    |  |
| 8.  | "Email para Paris" (Sebastião Antunes)                               | 3:46    |  |
| 9.  | "São João" (Tradicional)                                             | 4:50    |  |
| 10. | "Senhora do Almortão (Ao Vivo)" (Tradicional)                        | 6:13    |  |

## Créditos
- Sebastião Antunes - Voz, Guitarra Acústica, N'Goni
- Luís Peixoto - Bandolim, Cavaquinho, Bouzouki, Sanfona, Programação Electrónica
- Marta Crocket - Violino
- Hugo Ganhãos - Baixo
- Carlos Lopes - Acordeão
- Ricardo Mingatos - Percussão

## Músicos Convidados
- Marien Hassan - Voz em "Senhora do Almortão" (Ao Vivo na Festa do Avante 2013)
- Carlos Guerreiro - Voz, Sarronca, Reco-Reco em "Comboio dos atrasos"
- Quiné - Percussões Sampladas em "Proibido Adivinhar" e "São João"
- Orlando Murteira - Bandola em "Filhas da Rosa"
- Miguel Quitério - Gaita-de-foles irlandesa em "Filhas da Rosa" e "Dia Em Que o Mundo Mudou"
- Ana Alentejana, Sofia de Portugal, Tânia Cardoso, Diana Henriques, Ana Mendes, Rita Santos, Patrícia Marques - Vozes (Coros) em "Filhas da Rosa"
- Gonçalo Pratas, Luís Peixoto, Mike Simão, Miguel Quitério - Vozes (Coros) em "Ste e Pico"